# Ivanopil
Ivanopil (en ukrainien : Іванопіль) ou Ivanopol (en russe : Иванополь) est une commune urbaine de l'oblast de Jytomyr, en Ukraine. Sa population s'élevait à 2 787 habitants en 2025.

## Géographie
Ivanopil est arrosée par la rivière Teteriv, près de sa source. Elle se trouve à 21 km au sud-est de Tchoudniv, à 25 km à l'ouest de Berditchiv, à 56 km au sud-ouest de Jytomyr, à 71 km au nord-ouest de Vinnytsia et à 176 km au sud-ouest de Kiev.

## Histoire
Le village d'Ivanopil fut fondé au XVIIe siècle dans la république des Deux Nations (Pologne-Lituanie) sous le nom de Yanouchpil (Янушпіль). En 1793, il passa sous la souveraineté de l'Empire russe et fut rattaché à l'ouïezd de Jytomyr, dans le gouvernement de Volhynie. Il accéda au statut de commune urbaine en 1924 et fut un centre administratif de raïon entre la fin des années 1930 et 1954. Ivanopil comptait une importante communauté juive de 1 251 personnes, représentant 24,6 pour cent de la population, au recensement de 1897 et 1 369 personnes, soit 19,2 pour cent de la population totale en 1926. La principale occupation de la population juive était le commerce, notamment le commerce des céréales et du bétail. Il y eut un pogrom dans le village les 25-29 mars 1919. Durant la Seconde Guerre mondiale, Ivanopil fut occupée par l'Allemagne nazie au début du mois de juillet 1941. Le 20 mai 1942, 900 Juifs furent exécutés à Ivanopil.

## Population
Recensements (*) ou estimations de la population :
| 1923* | 1926* | 1959* | 1970* | 1979* |
| ----- | ----- | ----- | ----- | ----- |
| 6 200 | 7 147 | 7 364 | 6 697 | 6 467 |

| 1989* | 2001* | 2011  | 2012  | 2013  |
| ----- | ----- | ----- | ----- | ----- |
| 4 871 | 3 993 | 3 476 | 3 424 | 3 409 |

## Économie
La principale entreprise d'Ivanopil est une sucrerie fondée au milieu du XIXe siècle, qui appartient à la société Ivanopol'skyï tsoukrovyï zavod (en ukrainien : Іванопільський цукровий завод).

## Transports
Par la route, Ivanopol se trouve à 24 km de Tchoudniv, à 73 km de Jytomyr et à 220 km de Kiev. La gare ferroviaire la plus proche se trouve à Tchoudniv-Volynskyï (Чуднів-Волинський), à 20 km au nord-ouest.